# ステイン・ヴァンデンベルフ
ステイン・ヴァンデンベルフ (Stijn Vandenbergh 1984年4月25日-）は、ベルギー、オウデナールデ出身の元自転車競技（ロードレース）の選手。
プロ1年目である2007年にツアー・オブ・アイルランドで区間1勝と総合優勝を達成。以来2016年にボルタ・ア・ラ・コムニタ・バレンシアナで区間勝利を飾るまで勝利には恵まれなかったが、オメガファルマ・クイックステップに所属していた2012年から2016年までは、ニキ・テルプストラやズデネク・シュティバルらと共にトム・ボーネンの主力アシストとして、北のクラシックをはじめとする石畳のレースで活躍した。ツール・デ・フランドルは11回、パリ～ルーベは9回出走し、全て完走している。

## 経歴
2007年　オランダのプロチームであるユニベット・ドット・コムでプロデビュー。ツアー・オブ・アイルランドで区間1勝と総合優勝。
2008年　Ag2r・ラ・モンディアルに移籍。
2009年　チーム・カチューシャに移籍。
2010年　ツール・デ・フランドルをチーム最上位の12位で完走。
2012年　オメガファルマ・クイックステップに移籍。トム・ボーネンのツール・デ・フランドル、パリ～ルーベのモニュメント連勝をアシスト。
2013年　オムロープ・ヘット・ニウスブラットで2位。チームのエースとして参戦したニキ・テルプストラが寒さで苦戦する中、ルカ・パオリーニと1対1のゴール前スプリントまで持ち込んだ。続くヘント～ウェヴェルヘムで8位、ドワルス・ドール・フランデレンで10位、ツール・デ・フランドルで14位といずれも上位集団で完走しており、北のクラシックでの適正を発揮する。最終戦のパリ～ルーベでは、終盤の石畳区間であるカルフール・ド・ラルブルで沿道の観客と接触し落車。同じくシュティバルも観客との接触によって優勝争いから脱落しており、クイックステップとしては不運な年となった。なお、10月にはジャパンカップ参戦のため来日している。
2014年　クールネ～ブリュッセル～クールネでトム・ボーネンの優勝に貢献し、自身も5位で完走。E3・ハレルベークではチームメイトのニキ・テルプストラ、ゲラント・トーマス、ペーター・サガンら4名での優勝争いを繰り広げるも、ゴールスプリントでサガンに敗れ4位。続くツール・デ・フランドルでは、中盤にアタックをかけたフレフ・ファン・アヴェルマートと共に最終局面まで持ち込むも、後に集団から抜け出したファビアン・カンチェラーラ、セプ・ファンマルクらにスプリントで敗れ4位。
2015年　強い風雨に見舞われたヘント～ウェヴェルヘムでは、ニキ・テルプストラ、ヴィアチェスラフ・クズネツォフ、ルカ・パオリーニら4名で最終局面に持ち込むも、再びパオリーニに敗れ4位。主要レースで4位が続いた。
2016年　ボルタ・ア・ラ・コムニタ・バレンシアナの第5ステージで逃げ切りをきめ、約9年ぶりとなる勝利を挙げた。
2017年　古巣であるAg2r・ラ・モンディアルに移籍。以降はオリヴァー・ナーセンのアシストとして貢献。ダンケルク・4日間レースで自身最大の落車を経験した。
2019年　ツール・デ・フランドルを23位、パリ～ルーベを20位でそれぞれ完走。
2020年　ファン・アヴェルマートらがチームに加入することが決まったこともあり、契約更新されないことが発表される。移籍先は見つからず36歳で引退を表明。
ついにUCIワールトツアーのレースを含む大きな勝利はなかったが、特にクイックステップ所属時代の走りは強力であり、ゼネラルマネージャーのパトリック・ルフェーブルが選ぶ夢のクラシックドリームチームに名を連ねている。

## 主な戦績
2004
U23 オムループ・ヘット・ヴォルク 優勝
2007
ツアー・オブ・アイルランド　区間1勝(第1ステージ)、総合優勝
GP・アルゴヴィエ　9位
カンピウンスハップ・ファン・フラーンデレン　10位
2008
グランプリ・ド・ドナン　9位
フロット・プライス・ジェフ・シェーレン　2位
2010
ドワルス・ドール・フランデレン　9位
2013
オムロープ・ヘット・ニウスブラット　2位
ヘント～ウェヴェルヘム　8位
ドワルス・ドール・フランデレン　10位
2014
E3・ハレルベーク　4位
ツール・デ・フランドル　4位
クールネ～ブリュッセル～クールネ　5位
ツアー・オブ・カタール　総合8位
2015
ヘント～ウェヴェルヘム　4位
オムロープ・ヘット・ニウスブラット　4位
ル・サミン　7位
2016
ボルタ・ア・ラ・コムニタ・バレンシアナ　区間1勝(第5ステージ)
ベルギー・ツアー　総合3位
2018
トロ・ブロ・レオン　10位
2019
ブックル・ドゥ・ラ・マイエンヌ　総合5位
ル・サミン　6位